# Lamim
Lamim är en kommun i Brasilien.   Den ligger i delstaten Minas Gerais, i den sydöstra delen av landet, 700 km sydost om huvudstaden Brasília. Antalet invånare är 3 456.
Omgivningarna runt Lamim är huvudsakligen savann. Runt Lamim är det ganska glesbefolkat, med 28 invånare per kvadratkilometer.